# Miconia uribei
Miconia uribei är en tvåhjärtbladig växtart som beskrevs av John Julius Wurdack. Miconia uribei ingår i släktet Miconia och familjen Melastomataceae. Inga underarter finns listade i Catalogue of Life.